# Isla Arena (Mexiko)
Isla Arena ist eine Halbinsel im Golf von Mexiko im mexikanischen Bundesstaat Campeche. Sie gehört zum Municipio Calkiní, ist etwa 3950 Meter lang und an der breitesten Stelle etwa 315 Meter breit. Die Postleitzahl ist 24919. Auf ihr befindet sich der gleichnamige Ort Isla Arena.

## Geografie
Die Halbinsel liegt an der Nordwestseite der Halbinsel Yucatán und hat eine natürliche Landzunge im nördlichen Teil, die bis ans Festland reicht. Ein künstlicher Deich mit Straße im Süden der Insel stellt die einzige befahrbare Landverbindung mit dem Festland dar.
Wie ganz Yucatán ist auch Isla Arena ohne größere Erhebungen. Der höchste Punkt der Insel misst 5 Meter über dem Meeresspiegel. Laut Zensus 2010 leben 754 Menschen auf Isla Arena in meist ärmlichen sozialen Verhältnissen. Es gibt für die meisten Häuser Strom und eine Abwasseranbindung.
Haupteinkommensquelle der örtlichen Bevölkerung ist der Fischfang.
Die Insel liegt im Küstengebiet des Biosphärenreservat Ría Celestún. Im Reservat leben pinke Flamingos, im weiteren Gebiet der Insel außerdem Krokodile.

## Sehenswürdigkeiten
Die Küste besteht fast ausschließlich aus Mangroven. Die Halbinsel ist Teil des Naturreservates Los Petenes und es gibt eine Krokodilfarm (La Casa del cocodrilo). Es gibt keine Hotels auf der Insel.